# Skate Canada International 2012

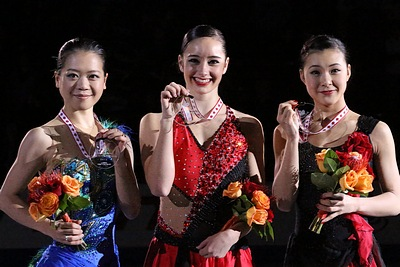
El podio femenino en el Campeonato Internacional de Skate Canada 2012. De izquierda a derecha: Akiko Suzuki (2.ª), Kaetlyn Osmond (1.ª), Kanako Murakami (3.ª)

Skate Canada International 2012 fue la segunda competición
del Grand Prix de patinaje artístico sobre hielo de la temporada
2012-2013. Tuvo lugar en Windsor (Ontario), Canadá, entre el 26 y
el 28 de octubre de 2012. Organizada por la federación de patinaje sobre hielo de Canadá, la competición sirvió de clasificatorio para la final del Grand Prix.

## Resultados

### Patinaje individual masculino
| Clasificación | Nombre           | País       | Total  | Programa corto | Programa corto | Programa libre | Programa libre |
| ------------- | ---------------- | ---------- | ------ | -------------- | -------------- | -------------- | -------------- |
| 1             | Javier Fernández | España     | 253,94 | 1              | 85,87          | 1              | 168,07         |
| 2             | Patrick Chan     | Canadá     | 243,43 | 2              | 82,52          | 2              | 160,91         |
| 3             | Nobunari Oda     | Japón      | 238,34 | 3              | 82,14          | 3              | 156,20         |
| 4             | Florent Amodio   | Francia    | 218,72 | 5              | 74,61          | 5              | 144,11         |
| 5             | Ross Miner       | Rusia      | 213,60 | 8              | 69,41          | 4              | 144,19         |
| 6             | Denis Ten        | Kazajistán | 203,70 | 4              | 75,26          | 8              | 128,44         |
| 7             | Eladj Balde      | Canadá     | 199,94 | 6              | 72,46          | 9              | 127,48         |
| 8             | Takahiko Mura    | Japón      | 199,74 | 9              | 62,10          | 6              | 137,64         |
| 9             | Artur Gachinski  | Rusia      | 199,58 | 7              | 69,74          | 7              | 129,84         |
| 10            | Liam Firus       | Canadá     | 169,67 | 10             | 60,50          | 10             | 109,17         |

### Patinaje individual femenino
| Clasificación | Nombre                  | País           | Total  | Programa corto | Programa corto | Programa libre | Programa libre |
| ------------- | ----------------------- | -------------- | ------ | -------------- | -------------- | -------------- | -------------- |
| 1             | Kaetlyn Osmond          | Canadá         | 176,45 | 2              | 60,56          | 2              | 115,89         |
| 2             | Akiko Suzuki            | Japón          | 175,16 | 5              | 55,12          | 1              | 120,04         |
| 3             | Kanako Murakami         | Japón          | 168,04 | 4              | 56,21          | 4              | 111,83         |
| 4             | Yelizaveta Tuktamysheva | Rusia          | 168,00 | 6              | 55,10          | 3              | 112,90         |
| 5             | Elene Gedevanishvili    | Georgia        | 160,52 | 1              | 60,80          | 5              | 99,72          |
| 6             | Ksenia Makarova         | Rusia          | 154,11 | 3              | 58,56          | 9              | 95,55          |
| 7             | Gracie Gold             | Estados Unidos | 151,57 | 9              | 52,19          | 6              | 99,38          |
| 8             | Amélie Lacoste          | Canadá         | 151,44 | 7              | 53,81          | 7              | 97,63          |
| 9             | Caroline Zhang          | Estados Unidos | 149,87 | 8              | 52,97          | 8              | 96,90          |
| 10            | Polina Shelepen         | Rusia          | 124,29 | 10             | 46,18          | 10             | 78,11          |

### Patinaje en parejas
| Clasificación | Nombre                            | País           | Total  | Programa corto | Programa corto | Programa libre | Programa libre |
| ------------- | --------------------------------- | -------------- | ------ | -------------- | -------------- | -------------- | -------------- |
| 1             | Aliona Savchenko / Robin Szolkowy | Alemania       | 201,36 | 1              | 72,26          | 1              | 129,10         |
| 2             | Meagan Duhamel / Eric Radford     | Canadá         | 190,49 | 2              | 64,49          | 2              | 126,00         |
| 3             | Stefania Berton / Ondřej Hotárek  | Italia         | 172,03 | 3              | 59,79          | 3              | 112,24         |
| 4             | Paige Lawrence / Rudi Swiegers    | Canadá         | 158,33 | 4              | 52,88          | 4              | 105,45         |
| 5             | Daria Popova / Bruno Massot       | Francia        | 149,37 | 5              | 48,43          | 5              | 100,94         |
| 6             | Tiffany Vise / Don Baldwin        | Estados Unidos | 141,21 | 7              | 46,47          | 6              | 94,74          |
| 7             | Lindsay Davis / Mark Ladwig       | Estados Unidos | 122,26 | 6              | 47,05          | 7              | 75,21          |

### Danza sobre hielo
| Clasificación | Nombre                                | País           | Total  | Danza corta | Danza corta | Danza libre | Danza libre |
| ------------- | ------------------------------------- | -------------- | ------ | ----------- | ----------- | ----------- | ----------- |
| 1             | Tessa Virtue / Scott Moir             | Canadá         | 169,41 | 1           | 65,09       | 1           | 104,32      |
| 2             | Anna Cappellini / Luca Lanotte        | Italia         | 160,06 | 2           | 65,08       | 2           | 94,98       |
| 3             | Yekaterina Riazanova / Iliá Tkachenko | Rusia          | 143,39 | 3           | 55,80       | 3           | 87,59       |
| 4             | Piper Gilles / Paul Poirier           | Canadá         | 136,74 | 5           | 53,71       | 4           | 83,03       |
| 5             | Madison Hubbell / Zachary Donohue     | Estados Unidos | 135,16 | 4           | 54,84       | 6           | 80,32       |
| 6             | Julia Zlobina / Alexei Sitnikov       | Azerbaiyán     | 132,80 | 7           | 50,92       | 5           | 81,88       |
| 7             | Pernelle Carron / Lloyd Jones         | Francia        | 130,75 | 6           | 51,67       | 7           | 79,08       |
| 8             | Kharis Ralph / Asher Hill             | Canadá         | 126,60 | 8           | 50,00       | 8           | 76,60       |